# Théâtre de La Balsamine
Pour les articles homonymes, voir Balsamine.
Résidence
Le Théâtre de la Balsamine, aujourd'hui appelé La Balsamine, est un théâtre de Bruxelles, situé avenue Félix Marchal à Schaerbeek.

## Histoire

### La fondation
La Balsamine est fondé par Martine Wijckaert en 1974. Il s’agit au départ d’une simple structure juridique, une asbl, permettant l’obtention de subsides à la création.
Le théâtre ainsi créé ne dispose d’aucun lieu ni forme de résidence au sein d’une autre structure existante.
Il obtient cependant des subsides au coup par coup permettant la réalisation des premiers spectacles de Martine Wijckaert. 
Ces réalisations naissent d’un mode de nomadisme urbain : des sites à l’abandon deviennent autant de décors naturels sur lesquels les spectacles opèrent une intervention.

### La période des casernes Dailly
En 1981, le théâtre de la Balsamine s’installe de manière provisoirement définitive dans la friche des anciennes casernes Dailly.
Ces casernes ont été abandonnées depuis plusieurs années et elles sont découvertes dans leur jus.
Un impressionnant périmètre de bâtiments fin XIXe cerne un parc intérieur redevenu sauvage. Le site a toutes les vertus d’une cité de la fiction et cette qualité invite le théâtre à s’y installer.
Commence alors une période dite sauvage durant laquelle de très nombreux lieux seront investis pour leur valeur spatiale brute et où naîtront des spectacles sur mesure, comme autant d’interventions uniques et totalement éphémères sur l’architecture.
Théâtre, danse, art plastique et musique se mêlent et rassemblent sur le site de nombreux artistes y trouvant résidence de travail et d’expérimentation.
Tout en dirigeant la Balsamine installée dans les casernes, Martine Wijckaert y poursuit son travail artistique propre.
L’activité va également se centraliser sur un lieu particulier de la caserne, baptisé « amphithéâtre », en raison de ses caractéristiques architecturales : il s’agit en effet d’un ancien auditorium militaire, structuré en hémicycle.
Les premiers aménagements de l’amphithéâtre se feront selon la technique du recyclage absolu, le matériel nécessaire et encore utilisable étant démonté dans d’autres ailes de la caserne et remonté après transformation dans l’amphi.

### Les passages de relais
En 1994, Martine Wijckaert confie la direction artistique du théâtre à Christian Machiels et y demeure en qualité d’artiste associée. 
En 2004, l'atelier d'architecture MA², dirigé par l'architecte Francis Metzger, lui donne un aspect contemporain. Le complexe remporte le 3e prix d’architecture à la biennale du Costa Rica. La programmation est alors dévolue aux arts du spectacle et aux jeunes compagnies de théâtre et de danse contemporaine.
En 2011, Christian Machiels passe la main à Fabien Dehasseler et Monica Gomes. De 2016 à 2021, c'est cette dernière qui assure seule la direction générale et artistique. Elle y développe le XX Time, un festival composé d'artistes femmes et qui interroge le féminin.
Depuis 2021, la direction de La Balsamine est reprise par Isabelle Bats et Mathias Varenne.